# Ankarvattnet
Ankarvattnet är en sjö i Strömsunds kommun i Jämtland och ingår i Ångermanälvens huvudavrinningsområde. Sjön är 75 meter djup, har en yta på 9,34 kvadratkilometer och befinner sig 448 meter över havet. Ankarvattnet ligger i Frostvikenfjällen Natura 2000-område och skyddas av habitat- och fågeldirektivet. Sjön avvattnas av vattendraget Faxälven.
Ankarvattnet befinner sig mellan Leipikvattnet och Stora blåsjön i Leipikälven. Sjön är ofta istäckt in i juni månad.

## Delavrinningsområde
Ankarvattnet ingår i delavrinningsområde (719598-142503) som SMHI kallar för Utloppet av Ankarvattnet. Medelhöjden är 538 meter över havet och ytan är 28,46 kvadratkilometer. Räknas de 50 avrinningsområdena uppströms in blir den ackumulerade arean 427,37 kvadratkilometer. Faxälven som avvattnar avrinningsområdet har biflödesordning 2, vilket innebär att vattnet flödar genom totalt 2 vattendrag innan det når havet efter 355 kilometer. Avrinningsområdet består mestadels av skog (61 procent). Avrinningsområdet har 9,32 kvadratkilometer vattenytor vilket ger det en sjöprocent på 32,7 procent.